# Penstemon confertus
Penstemon confertus är en grobladsväxtart som beskrevs av David Douglas. Penstemon confertus ingår i släktet penstemoner, och familjen grobladsväxter. Inga underarter finns listade i Catalogue of Life.

## Bildgalleri

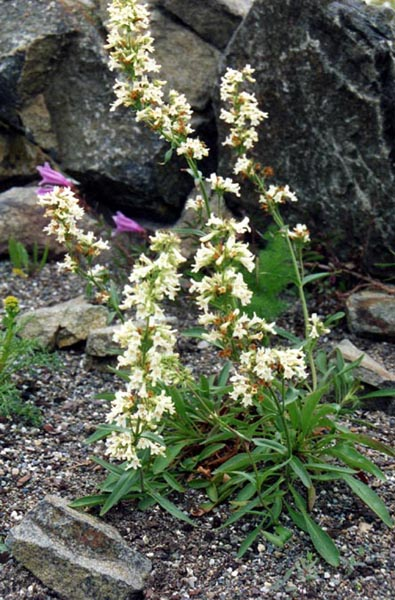
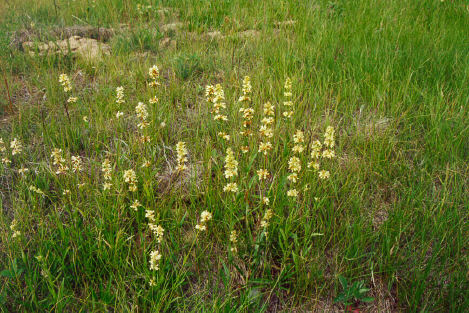
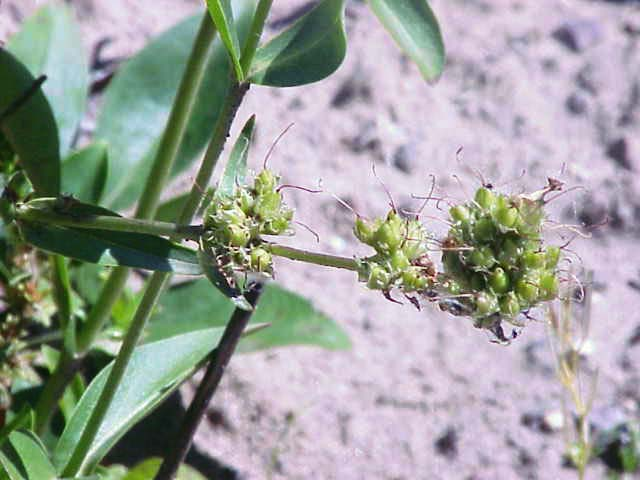
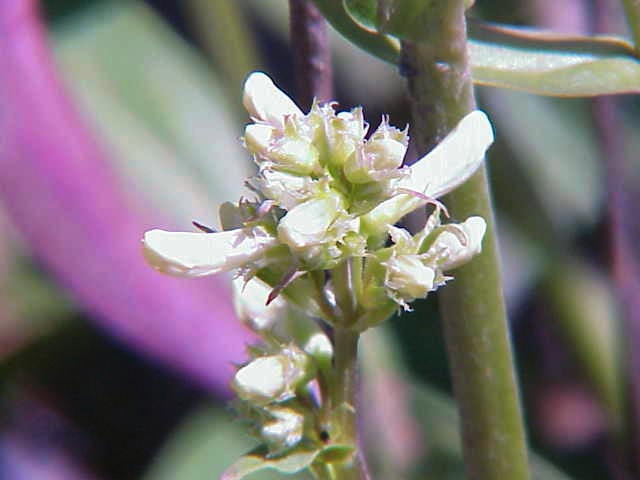